# Pixley
Pixley és una concentració de població designada pel cens dels Estats Units a l'estat de Califòrnia. Segons el cens del 2000 tenia 2.586 habitants.

## Demografia
Segons el cens del 2000, Pixley tenia 2.586 habitants, 651 habitatges, i 557 famílies. La densitat de població era de 322,1 habitants/km².
Dels 651 habitatges en un 54,1% hi vivien nens de menys de 18 anys, en un 57,8% hi vivien parelles casades, en un 18% dones solteres, i en un 14,3% no eren unitats familiars. En l'11,1% dels habitatges hi vivien persones soles el 5,7% de les quals corresponia a persones de 65 anys o més que vivien soles. El nombre mitjà de persones vivint en cada habitatge era de 3,96 i el nombre mitjà de persones que vivien en cada família era de 4,21.
Per edats la població es repartia de la següent manera: un 39,9% tenia menys de 18 anys, un 12,8% entre 18 i 24, un 25,3% entre 25 i 44, un 14,7% de 45 a 60 i un 7,3% 65 anys o més.
L'edat mediana era de 24 anys. Per cada 100 dones de 18 o més anys hi havia 108,7 homes.
La renda mediana per habitatge era de 23.304 $ i la renda mediana per família de 23.750 $. Els homes tenien una renda mediana de 25.855 $ mentre que les dones 20.000 $. La renda per capita de la població era de 8.674 $. Entorn del 42,7% de les famílies i el 43,2% de la població estaven per davall del llindar de pobresa.

## Poblacions més properes
El següent diagrama mostra les poblacions més properes.